# Гура-Ойтуз
Гура-Ойтуз (рум. Gura-Oituz) — село в Сынжерейском районе Молдавии. Наряду с сёлами Малые Котюжены и Алексеевка входит в состав коммуны Малые Котюжены.

## География
Село расположено на высоте 118 метров над уровнем моря.

## Население
По данным переписи населения 2004 года, в селе Гура Ойтуз проживает 156 человек (73 мужчины, 83 женщины).
Этнический состав села:
| Национальность | Число жителей | Процентный состав |
| -------------- | ------------- | ----------------- |
| молдаване      | 82            | 52.56             |
| украинцы       | 72            | 46.15             |
| русские        | 2             | 1.28              |
| Всего          | 156           | 100%              |